# Pielenhofen

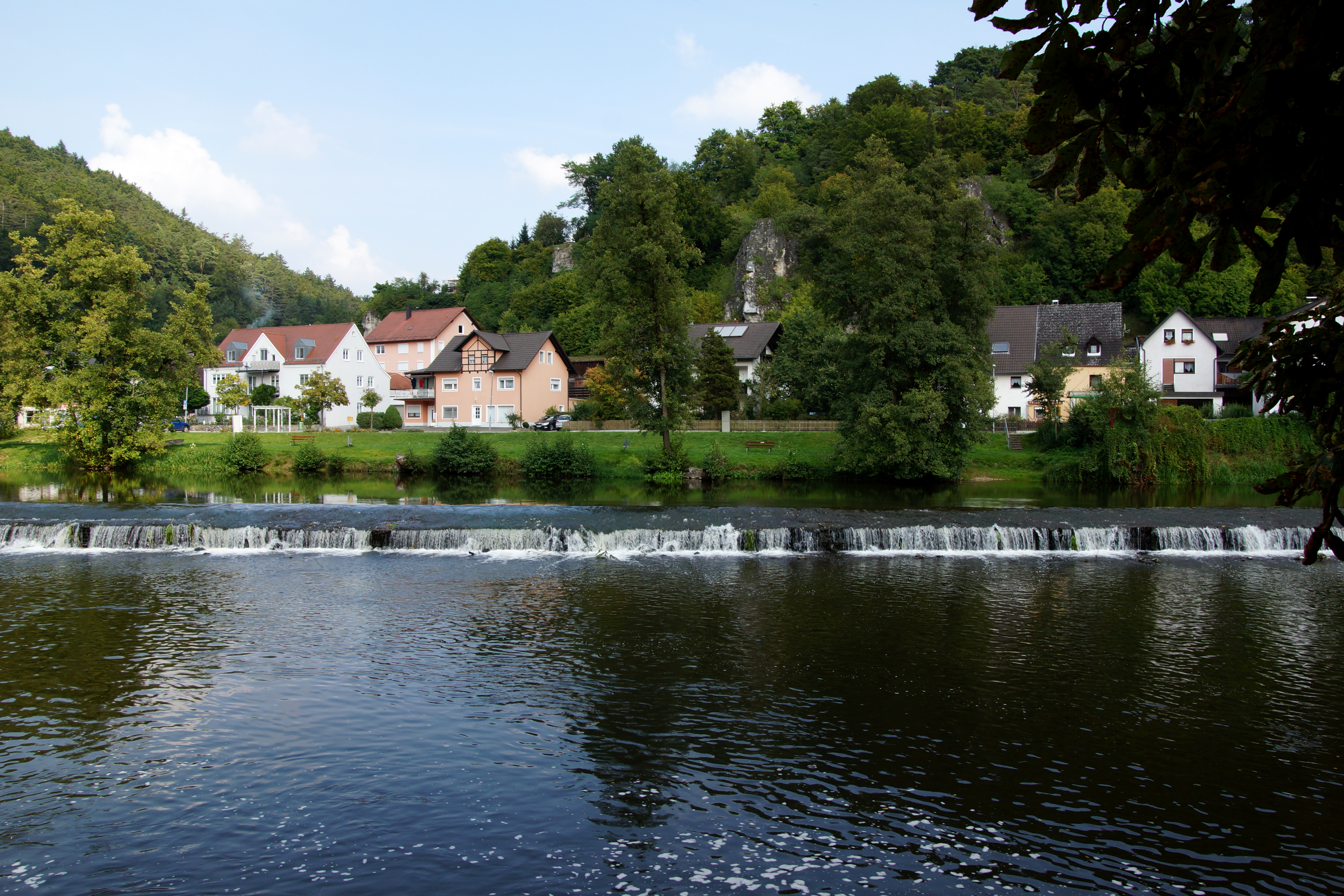
Pielenhofen

Pielenhofen es un municipio situado en el distrito de Ratisbona, en el Estado federado de Baviera (Alemania). Tiene una población estimada, a fines de 2020, de 1612 habitantes.
Se encuentra ubicado en el centro del Estado, en la región de Alto Palatinado, cerca de la orilla del río Danubio y de la ciudad de Ratisbona.